# Комаров, Пётр Степанович
Пётр Степанович Комаро́в (1911—1949) — русский советский поэт. Лауреат Сталинской премии третьей степени (1950 — посмертно). Член ВКП(б) с 1943 года.

## Биография
Пётр Комаров родился 12 (25) июля 1911 года в деревне Боево Крестецкого уезда Новгородской губернии (ныне в Окуловском муниципальном районе Новгородской области). Поначалу семья переехала в один из промышленных районов Петрограда, затем, в 1918 году, на Дальний Восток, в село Поповку Мазановского района Амурской области. Пётр учился в школе крестьянской молодёжи в городе Свободный, затем в Благовещенском сельскохозяйственном техникуме. В 1925 году вступил в комсомол. В 1929 году Далькрайкомом ВЛКСМ был направлен в Хабаровск для работы в редакции газеты «Набат молодёжи» (впоследствии — «Молодой дальневосточник»). Стихи писать начал очень рано, первые публикации появились в 1926 году. В 1930-х годах печатался в газетах «Тихоокеанская звезда», «Амурская правда»; в журнале «На рубеже» (впоследствии — «Дальний Восток»), членом редколлегии которого он стал в 1939 году.
Первый сборник стихов П. С. Комарова «У берегов Амура» вышел в Хабаровске в 1940 году.
В годы Великой Отечественной войны возглавлял Хабаровское отделение ТАСС, публиковал патриотические стихи, сатирические фельетоны. Во время войны вышли сборники его стихов: «Время бесстрашных» (1941), «Как пруссак попал впросак» (1942), «С востока на запад» (1943), «Хинганский родник» и «Золотая просека» (1945)
В 1945 году в качестве корреспондента ТАСС П. С. Комаров участвовал в военных действиях 1-го Дальневосточного фронта. На основании этих впечатлений им были написаны три цикла стихов: «Маньчжурская тетрадь», «Монгольские стихи», «Корейские мотивы», которые вошли во многие сборники П. C. Комарова.
Напряжённый труд Петр Степанович Комаров, поэт и журналист, несмотря на крайне плохое состояние здоровья, сочетал с активной общественной деятельностью. 17 ноября 1947 года трудящиеся г. Комсомольска-на-Амуре выдвинули его кандидатом в депутаты Хабаровского краевого совета по Комсомольскому избирательному округу.
В 1943—1946 годах П. С. Комаров руководил сектором поэзии Хабаровского отделения СП СССР, с момента возобновления выпуска в Хабаровске литературно-художественного журнала «Дальний Восток» бессменно состоял членом его редакционной коллегии. В эти годы были созданы циклы стихов: «Зелёный пояс», «Новый перегон», стихи-миниатюры для детей о таёжных жителях, сборники прозаических рассказов.
Поэт скончался 30 сентября 1949 года. Похоронен на Центральном кладбище Хабаровска.

## Память
Мемориальная доска установлена в 1955 году по ул. Карла Маркса, 41 в Хабаровске, где жил поэт.
Текст:
Здесь жил поэт дальневосточник Петр Комаров 1949 г.
Улицу Садовую Центрального района Хабаровска в 1951 году переименовали в ул. П. С. Комарова, также ул. Комарова есть в Свободном.
Именем Петра Комарова был назван пассажирский пароход (пр. 737), ходивший в 1960—1970-х на линии Уфа-Казань (ныне списан и утилизирован).
В Хабаровске — Центральная городская библиотека им. Петра Комарова.

## Адреса
Жил в Хабаровске, в доме по ул. Карла Маркса, 41, кв. 3 (Дом специалистов).

## Награды и премии
- Сталинская премия третьей степени (1950) (посмертно) — за циклы стихотворений «Маньчжурская тетрадь», «Новый перегон» и «Зелёный пояс»
- медаль «За победу над Японией»
- медаль «За доблестный труд в Великой Отечественной войне 1941-1945 гг.»

С середины 1980-х годов в городе Свободный в память поэта проводятся ежегодные Комаровские чтения.
В 2012 году — правительством Хабаровского края, совместно с журналом «Дальний Восток» учреждена один раз в два года премия им. Петра Комарова опубликованных литературных произведений в журнале «Дальний Восток». С 2022 года — призовой фонд творческого конкурса имени Петра Комарова увеличен со 150 тыс. до 1 млн рублей.

## Поэмы
- «Вискала» (Нивхская сказка), апрель — май 1939 г.
- «Серебряный кубок» (Амурская легенда), декабрь 1943 г.
- «Владимир Атласов» (Главы исторического романа), незавершенное произведение, 1944—1945 г.
- «Держи-корень», 1947—1949 г.